# ESRI
ESRI는 지리정보시스템 소프트웨어를 제공하는 소프트웨어 개발사로서 본사는 미국 캘리포니아주, 레드랜드에 위치하고 있다.
ESRI는 1969년 Environmental Systems Research Institute라는 이름으로 만들어진 소프트웨어 컨설팅 회사로 ArcGIS Desktop을 비롯하여 다양한 제품을 전 세계 시장에 공급하고 있으며 전 세계 GIS 소프트웨어 사용자의 80%의 점유율을 보유하고 있다.
ESRI는 미국 내 10개의 지사와 80개 글로벌 지사가 있으며 4,000+ 여명의 직원을 고용하고 있으나 여전히 비공개 회사이다. 2015년 매출 10억 1천만 달러에 달한다.
ESRI는 매년 국제 사용자 컨퍼런스를 개최하고 있으며 1981년 처음 시작한 이후 2015년 17,000여명이 참여하고 있다.

## 같이 보기
- 개방형 공간 정보 컨소시엄
- QGIS